# Мотылёк (роман)
«Мотылёк» (фр. Papillon) — автобиографический роман Анри Шарьера, ставший в 1969 году бестселлером. За три года было напечатано около 10 млн экземпляров книги. Экранизация романа состоялась в 1973 и 2017 годах. Автор этого повествования двадцатипятилетний Анри Шарьер по прозвищу Мотылёк (Папийон) был несправедливо обвинён в убийстве и приговорён к пожизненному заключению. На каторге во Французской Гвиане он прошёл через невероятные испытания, не раз оказываясь на краю гибели. Воля к жизни и стремление к свободе помогли ему в конце концов оказаться на воле.

## Издание на русском языке
- Шарьер А. Мотылёк. — СПб.: Азбука, 2014. — 576 с.

## Экранизации
- «Мотылёк» (1973)
- «Мотылёк» (2017)

## Упоминания
В фильме «Красивый, плохой, злой» серийный убийца Тед Банди в тюрьме постоянно перечитывает книгу «Мотылек».